# Прапор Адигеї
Прапор Республіки Адигея є державним символом Республіки Адигея. Прийнятий Парламентом Республіки Адигея 24 березня 1992 року. 

## Опис
Прапор є прямокутним полотнищем зеленого кольору, на якім зображено 12 золотих зірок і три золотих перехресні стріли, спрямовані наконечниками нагору. Відношення ширини прапора до його довжини 1:2. 